# Real Instituto Militar Pestalozziano

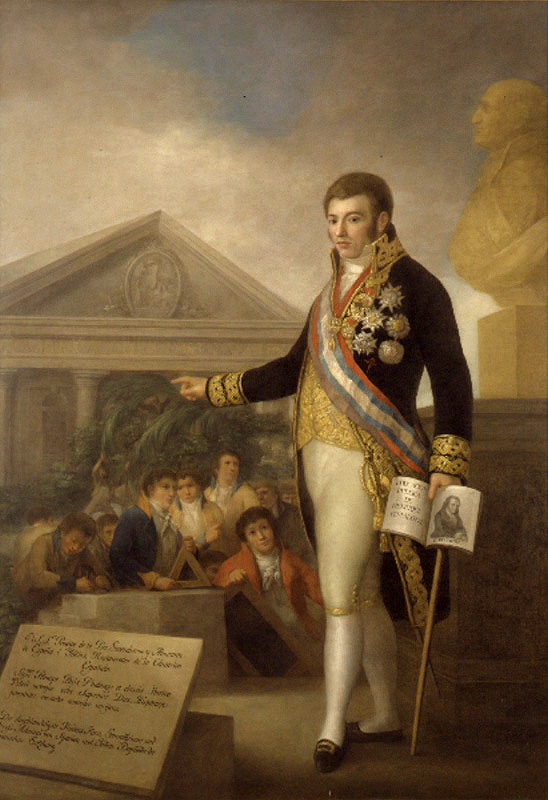
Manuel Godoy, fundador del Instituto Pestalozzi, por Agustín Esteve. Ca. 1806. (Museo de Bellas Artes de Valencia).

El Real Instituto Militar Pestalozziano de Madrid fue una institución educativa española creada por Real Orden el 23 de febrero de 1805, a instancias de Manuel Godoy, entonces primer ministro y favorito de Carlos IV, con objeto de introducir en el país el Método Pestalozzi, que convirtió la educación física en materia obligatoria para el alumnado, y así contribuir a la reorganización del Ejército y la Armada y la regeneración de sus mandos. Por primera vez se proscribía el castigo físico y se propugnaba la experiencia y la intuición como fuentes de conocimiento, pretendiendo que los discípulos aprendieran de forma natural, como si de un juego se tratase.
Su modernidad chocó con el integrismo tradicionalista y el control eclesiástico de la educación. De tal modo, y muy a pesar tanto de la protección de Godoy como de su total éxito, su efímera existencia tocó a su fin al decretarse su cierre el 13 de enero de 1808, apenas dos meses antes del Motín de Aranjuez, que provocó la caída de Godoy y el ascenso al trono de Fernando VII, apoyado por una camarilla de nobles y eclesiásticos ultraconservadores.
Su sede se situó en la "calle Ancha de San Bernardo" de Madrid.

## Historia
Desde los años 80 del siglo XVIII se habían realizado diversas propuestas pedagógicas al gobierno español para introducir en el país del método del suizo Johann Heinrich Pestalozzi, que por entonces gozaba del máximo prestigio a nivel europeo.
Godoy fue convencido de las virtudes de este método pedagógico, ya ensayado en Santander, Tarragona y Madrid, por el coronel Francisco Amorós y Ondeano, marqués de Sotelo. Tomó por tanto determinación de crear un Real Instituto en 1805. El centro abrió sus puertas el 4 de noviembre de 1806, estando destinado "a los hijos de oficiales del Ejército, o a los cadetes de menor edad", aunque también se admitiría a los "hijos de personas de distinción". Además de centro formativo para los futuros cuadros dirigentes del ejército y la administración, también se la formación de observadores, futuros maestros, para que difundieran el método por el resto de España. 
El 1 de enero de 1807 fue elevado a la categoría de "Real" Instituto Militar Pestalozziano, establecido por S. M. bajo la protección del Señor Generalísimo Príncipe de la Paz. Sus alumnos debía estudiar un programa tanto teórico como práctico destacando los ejercicios gimnásticos y disciplinas como la osteología, la fisiología y la música. Aunque la formación religiosa no se descuidó, los sectores más tradicionalistas de la Iglesia cargaron contra la nueva institución, que rompía su monopolio educativo, calificándola de gentilicia y hasta protestante (religión de Pestalozzi), al hablar de una moral humana natural, no sólo religiosa.
Las voces contra el método pestalozziano se sumaron a las turbaciones que atravesaba España y al descontento político de la nobleza y los sectores más conservadores con las innovaciones introducidas por Godoy, lo que llevó a Carlos IV a decretar el cierre del Instituto un par de meses antes de la caída tanto de Godoy como de él mismo. El propio Godoy se lamentó en carta a Pestalozzi de "La ingratitud de unos y el fanatismo de otros, así como la ignorancia de muchos, han atribuido al método y al establecimiento cualidades perjudiciales que en manera alguna existían. Pero se hizo inevitable suprimirlo."

## Directores
1. Francisco Voitel (23 de febrero de 1805 - 7 de agosto de 1807).
2. Francisco Amorós y Ondeano (7 de agosto de 1807 - 13 de enero de 1808).